# Pedro Varela (Regisseur)
Pedro Varela (* 20. Juni 1974 in Lissabon) ist ein portugiesischer Filmregisseur und Drehbuchautor. Er war auch hauptberuflicher Film- und Theater-Schauspieler, tritt aber seit Ende der 2000er Jahre nur noch selten als Darsteller in Erscheinung, meist Nebenrollen in seinen eigenen Werken.

## Leben
Bereits als Heranwachsender spielte er Rollen in Theater, Kino und Fernsehen. Im Jahr 2000 inszenierte er erstmals selbst am Theater, das Stück Trainspotting (nach dem gleichnamigen Roman) am Theater Casa do Artista.
Mitte der 2000er Jahre gab er seinen Schauspielberuf weitgehend auf und verlegte sich auf die Regie. Seither arbeitet er für Fernsehserien und Produktionen des portugiesischen Kinos, zudem dreht er regelmäßig Werbespots und gelegentlich auch Musikvideos.
Parallel begann er Drehbücher zu schreiben. Ein erster größerer Erfolg als Drehbuchautor gelang ihm, als der öffentlich-rechtliche Fernsehsender RTP eine Nachfolgeserie für seine erfolgreichen Reihen Conta-me como Foi (2007–2011, über die Zeit von 1968 bis zur Nelkenrevolution 1974) und Depois do Adeus (2013, über die 70er Jahre nach der Nelkenrevolution) plante, in der wieder anhand von fiktiven Charakteren ein popkulturell geprägtes Gesellschaftsporträt Portugals gezeichnet werden sollte. Varela schrieb daraufhin das Drehbuch für die Fernsehserie Os Filhos do Rock (2013–2014, über die Zeit des Booms der Rockmusik in Portugal ab 1978), für die er 2013 den Drehbuchpreis der Sociedade Portuguesa de Autores (SPA) gewann. Er führte hier auch Regie und trat in einer Folge selbst auf. Seither schrieb er weitere Fernsehserien, aber weiterhin auch Drehbücher für Kino- und Kurzfilme, für die er häufig auch die Regie führte.
2016 erschien mit A Canção de Lisboa seine bislang (Stand Januar 2023) publikumswirksamste Regiearbeit, für die er zudem das Drehbuch schrieb. Das Remake von Das Lied von Lissabon, einer erfolgreichen Comédia portuguesa aus dem Jahr 1933, war mit 188214 verkauften Kinokarten der erfolgreichste portugiesische Film des Jahres und wurde einer der kassenstärksten portugiesischen Filme insgesamt. Der Film war für eine Reihe Filmpreise nominiert, darunter die Prémios Sophia, gelangte am Ende aber nur bei den Prémios Fantastic bis zur Prämierung. Beim Filmfest Hamburg erhielt der Film ebenfalls eine Nominierung, für einen Publikumspreis, der am Ende aber an einen anderen Film ging.
Für sein Drehbuch zur Serie Esperança für OPTO, den Streamingdienst des Privatsenders SIC, war Varela 2021 erneut für den Drehbuchpreis der SPA nominiert, gelangte diesmal aber nicht bis zur Auszeichnung. Er führte bei der Serie auch Regie und trat in einer Folge selbst auf.
Seit 2022 arbeitet er an seiner nächsten Regiearbeit, dem brasilianisch-US-amerikanischen Kinofilm The Seven Sorrows of Mary, mit Ellie Bamber und James Frecheville  in den Hauptrollen. Auch das Drehbuch stammt von ihm.

## Filmografie
| - 2004: Inside the Marathon (auch Drehbuch) - 2004: Toti (Kurzfilm, auch Drehbuch und Darsteller) - 2010: Anestesia (Kurzfilm, auch Drehbuch) - 2010: O Dez (Fernsehfilm, Segment Anestesia) - 2011: Tempo Final (Miniserie, 2 Folgen, Drehbuch für alle 6 Folgen, in einer Folge auch Darsteller) - 2011: We Stay Up All Night (Musikvideo zum Lied von Buraka Som Sistema) - 2013–2014: Os Filhos do Rock (Fernsehserie, 26 Folgen, auch Drehbuch, in einer Folge auch Darsteller) - 2016: A Canção de Lisboa (auch Regie) - 2017: Can't Skip Us, Can't Skip Portugal (Kurzfilm, auch Drehbuch) - 2018: Génesis (Miniserie, 2 Folgen) - 2020: Andrà tutto bene (Kurzfilm) - 2020: Setting Sun (Musikvideo zum Lied von Cristóvam) - 2020–2021: Esperança (Fernsehserie, 12 Folgen, auch Drehbuch) - 2021: O Ídolo (Kurzfilm, auch Drehbuch) - 2022: Santiago (Fernsehserie, 8 Folgen, auch Drehbuch) | - 2004: Inside the Marathon (auch Regie) - 2004: Toti (Kurzfilm, auch Regie und Darsteller) - 2010: Anestesia (Kurzfilm, auch Regie) - 2010: Tempo Final (Miniserie, 6 Folgen, bei 2 Folgen auch Regie, in einer Folge auch Darsteller) - 2013–2014: Os Filhos do Rock (Fernsehserie, 26 Folgen, auch Regie, in einer Folge auch Darsteller) - 2015: O Pátio das Cantigas; Regie: Leonel Vieira (auch Mehrteiler) - 2016: A Canção de Lisboa (auch Regie) - 2017: Can't Skip Us, Can't Skip Portugal (Kurzfilm, auch Regie) - 2017: Filha da Lei (Fernsehserie, 20 Folgen) - 2017: Alguém Como Eu (Idee); Regie: Leonel Vieira - 2020–2021: Esperança (Fernsehserie, 12 Folgen, auch Regie) - 2021: O Ídolo (Kurzfilm, auch Regie) - 2022: Santiago (Fernsehserie, 8 Folgen, auch Regie) |

### Darsteller
- 1996–1997: Vidas de Sal (Telenovela, 150 Folgen)
- 1997: Era uma vez... (Fernsehserie, 1 Folge)
- 1999: Um Sarilho Chamado Marina (Fernsehserie, 1 Folge)
- 1999: Jaime; Regie: António-Pedro Vasconcelos
- 2000: Esquadra de Polícia (Fernsehserie, 1 Folge)
- 2004: Toti (Kurzfilm, auch Regie und Drehbuch)
- 2006: 20,13; Regie: Joaquim Leitão
- 2007: Uma Aventura (Jugendserie, 3 Folgen)
- 2007: Call Girl; Regie: António-Pedro Vasconcelos
- 2008: A Escolha (Kurzfilm); Regie: Tito Fernandes
- 2009: Conexão (Miniserie, 2 Folgen)
- 2010: O Dez (Fernsehfilm, Sprechrolle, auch Regie des Segments Anestesia)
- 2011: Tempo Final (Miniserie, 1 Folge, auch Drehbuch für alle 6 Folgen, bei 2 Folgen auch Regie)
- 2013: Quarta Divisão; Regie: Joaquim Leitão
- 2013–2014: Os Filhos do Rock (Fernsehserie, 1 Folge, bei allen 26 Folgen Drehbuch und Regie)
- 2020–2021: Esperança (Fernsehserie, 1 Folge, bei allen 12 Folgen auch Regie und Drehbuch)